# Agrostis vidalii
Agrostis vidalii är en gräsart som beskrevs av Rodolfo Amando Philippi. Agrostis vidalii ingår i släktet ven, och familjen gräs. Inga underarter finns listade i Catalogue of Life.